# ستيف هاريس (كاتب)
ستيف هاريس (بالإنجليزية: Steve Harris)‏ هو كاتب بريطاني، ولد في 29 سبتمبر 1954.